# (10502) Арманобс
(10502) Арманобс (лат. Armaghobs) — астероид, относящийся к группе астероидов, пересекающих орбиту Марса, который принадлежит к редкому спектральному классу Q. Он был открыт 22 августа 1987 года американским астрономом Элеанор Хелин в Паломарской обсерватории и назван в честь Арманской обсерватории в Северной Ирландии. Название было утверждено и опубликовано 9 января 2001 года.

Орбита астероида Арманобс и его положение в Солнечной системе

Фотометрические наблюдения, проведённые в 2013 году в австралийской обсерватории Riverland Dingo Observatory, позволили получить кривые блеска этого тела, из которых следовало, что период вращения астероида вокруг своей оси равняется 24,978 ± 0,002 часа, с изменением блеска по мере вращения 0,51 m. Для каменных астероидов среднее альбедо составляет около 0,20 и на основе абсолютной звёздной величины, равной 15 m, даёт диаметр астероида примерно в 3 км.